# Fuchssche Gruppe

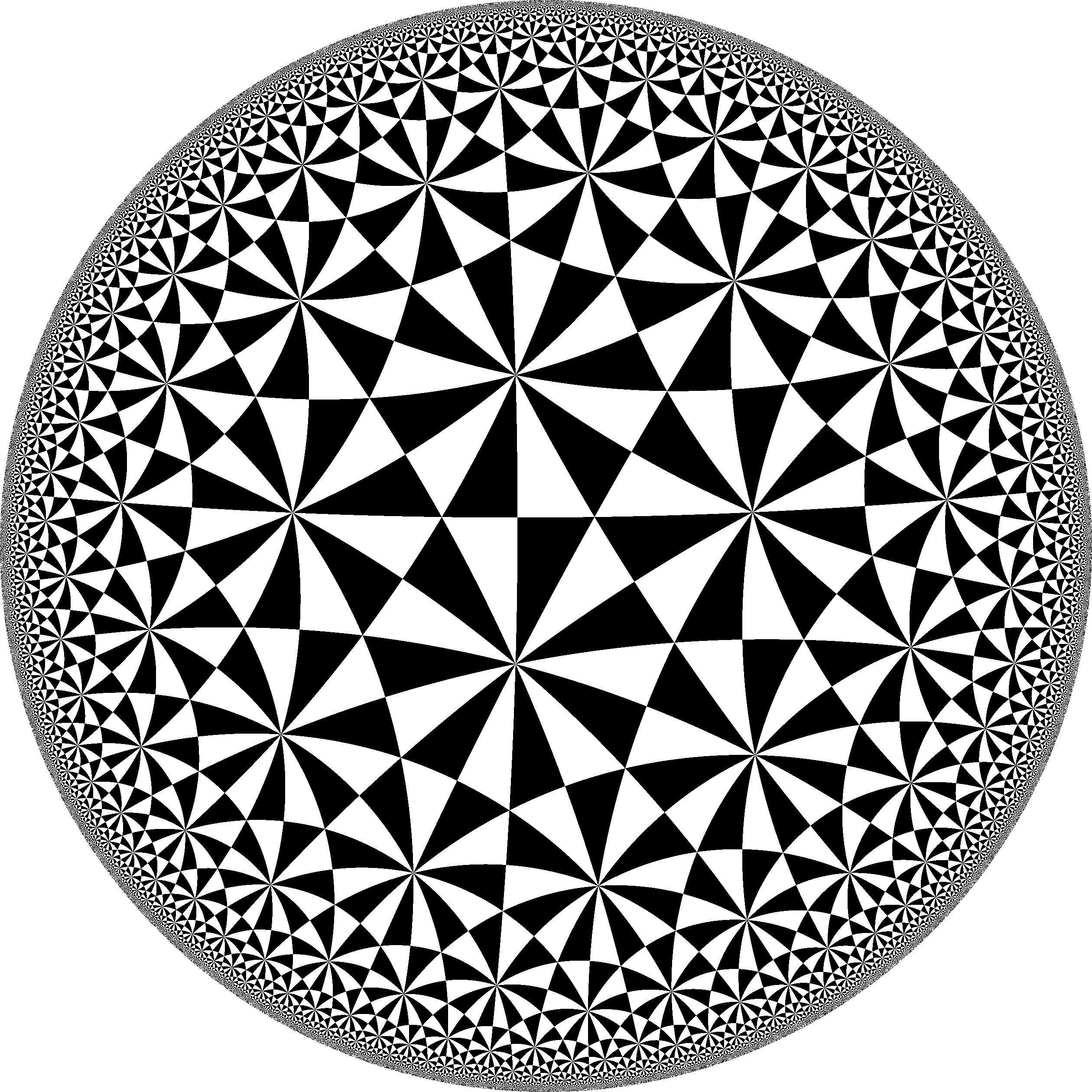
Die Symmetriegruppe dieser Triangulierung ist die (2,3,7)-Dreiecksgruppe, eine Fuchssche Gruppe.

Die Symmetriegruppe dieser Triangulierung ist eine weitere Fuchssche Gruppe.

Fuchssche Gruppen sind diskrete Gruppen von Isometrien der hyperbolischen Ebene. Unter Fuchsschen Gruppen versteht man gewisse Untergruppen der {\displaystyle \operatorname {PSL} (2;\mathbb {R} )}. Sie spielen insbesondere in der Theorie der Modulformen eine bedeutende Rolle.
Der Begriff Fuchssche Gruppe wurde von Henri Poincaré geprägt, der damit die Vorarbeiten von Lazarus Immanuel Fuchs hervorhob.

## Definition
Eine Fuchssche Gruppe ist eine diskrete Untergruppe der {\displaystyle \operatorname {PSL} (2;\mathbb {R} )}, d. h. mit anderen Worten, dass sie aus orientierungserhaltenden Isometrien der oberen komplexen Halbebene besteht und es keine Häufung ihrer Elemente gibt.
Eine äquivalente Bedingung ist, dass die Wirkung der Gruppe auf der hyperbolischen Ebene eigentlich diskontinuierlich ist. Hierbei wirkt eine Matrix {\displaystyle {\begin{pmatrix}a&b\\c&d\end{pmatrix}}\in \operatorname {SL} (2,\mathbb {R} )} auf der oberen Halbebene {\displaystyle \mathbb {H} =\{z\in \mathbb {C} \mid \operatorname {Im} {z}>0\}} durch die gebrochen-lineare Transformation
{\displaystyle {\begin{pmatrix}a&b\\c&d\end{pmatrix}}\cdot z={\frac {az+b}{cz+d}}.}
Diese Wirkung ist isometrisch bezüglich der Metrik {\displaystyle \mathrm {d} s={\frac {1}{y}}{\sqrt {\mathrm {d} x^{2}+\mathrm {d} y^{2}}}} und sie gibt eine treue Wirkung der projektiven speziellen linearen Gruppe {\displaystyle \operatorname {PSL} (2,\mathbb {R} )} auf {\displaystyle \mathbb {H} }.
Die Gruppenwirkung ist genau dann eigentlich diskontinuierlich, wenn für jedes {\displaystyle z\in \mathbb {H} } die Bahn {\displaystyle \Gamma z=\{\gamma z\mid \gamma \in \Gamma \}} keine Häufungspunkte in {\displaystyle \mathbb {H} } hat.

## Beispiel
Das wahrscheinlich bekannteste Beispiel einer Fuchsschen Gruppe ist die Modulgruppe {\displaystyle \operatorname {PSL} (2;\mathbb {Z} )}. Weitere bekannte Beispiele sind Kongruenzuntergruppen. Man beachte, dass für einen beliebigen Zahlkörper {\displaystyle K\neq \mathbb {Q} } mit Ganzheitsring {\displaystyle {\mathcal {O}}_{K}} die Gruppe {\displaystyle \operatorname {PSL} (2;{\mathcal {O}}_{K})} niemals Fuchssch ist, weil {\displaystyle {\mathcal {O}}_{K}} dicht in {\displaystyle \mathbb {R} } liegt. Weitere Beispiele sind hyperbolische Dreiecksgruppen, also Gruppen, die von den Spiegelungen an den Seiten eines hyperbolischen Dreiecks mit Innenwinkeln {\displaystyle {\frac {\pi }{k}},{\frac {\pi }{l}},{\frac {\pi }{m}}} mit natürlichen Zahlen {\displaystyle k,l,m} erzeugt werden.

## Typen Fuchsscher Gruppen
Man unterscheidet Fuchssche Gruppen erster und zweiter Art. Ein entscheidender Unterschied dieser beiden Typen von Fuchsschen Gruppen ist die geometrische Struktur ihrer Fundamentalbereiche. Eine endlich erzeugte Fuchssche Gruppe ist genau dann eine Fuchssche Gruppe erster Art, wenn das hyperbolische Volumen ihres Fundamentalbereiches endlich ist. Äquivalent dazu ist eine Fuchssche Gruppe von erster Art, wenn ihre Limesmenge der gesamte Kreis im Unendlichen ist.